# Палацово-парковий комплекс Горватів (Наровля)
Палацово-парковий комплекс Горватів (біл. Палацава-паркавы комплекс Горватаў) — пам'ятка архітектури пізнього класицизму середини XIX ст., розташований з північно-східної сторони міста Наровлі на правому березі річки Прип'ять. Побудований у 1850 р. власникам обхідних земель заможним дворянином Даніелем Гнатовичем Горватом (1810-1868) як приватна резиденція і центр величезного наровлянського маєтку і належав роду Горватів до 1918 р., поки не був націоналізований радянською владою без компенсації Горватам. Був найшикарнішою резиденцією з усіх, що належали Горватам, мав предмети мистецтво європейського значення, і був однією з найшикарніших і значних дворянських садиб Мінської губернії Російської імперії. За радянських часів у Палаці розташовувалися школа (а в канікулярний період-будинок відпочинку), за часів Другої світової війни — німецька комендатура, після війни — білоруськомовна школа, пізніше школа-інтернат, з якої після аварії на Чорнобильській АЕС у 1986 р. вивезли дітей-сиріт в інше місце. Палац був залишений порожнім і почав поступово приходити до занепаду і розвалу, незважаючи на те, що отримав статус історико-культурної цінності Республіки Білорусь. 12 листопада 2020 року Андрій Горват, бізнесмени Петро Кузнєцов (Гомель) і Олександр Баранов (Мозир) разом придбали на аукціоні руїни будівлі колишнього палацу Горватів у Наровлі, під вельми обмежувальні умови на 5 років консервації, реставрації та переведення в комерційне використання.

## Автор проєкту та будівництва
Точно не відомо, хто є архітектором проєкту Палацу. Однак збереглася інформація, що в оздобленні палацових кімнат брала участь сама дружина Даніеля Гнатовича Горвата (1810—1868) — Іфігенія Горват (з роду Ратинських), що мала велику прихильність до мистецтва і зі знанням справи підходила до декорування інтер'єру палацу.

## Архітектура

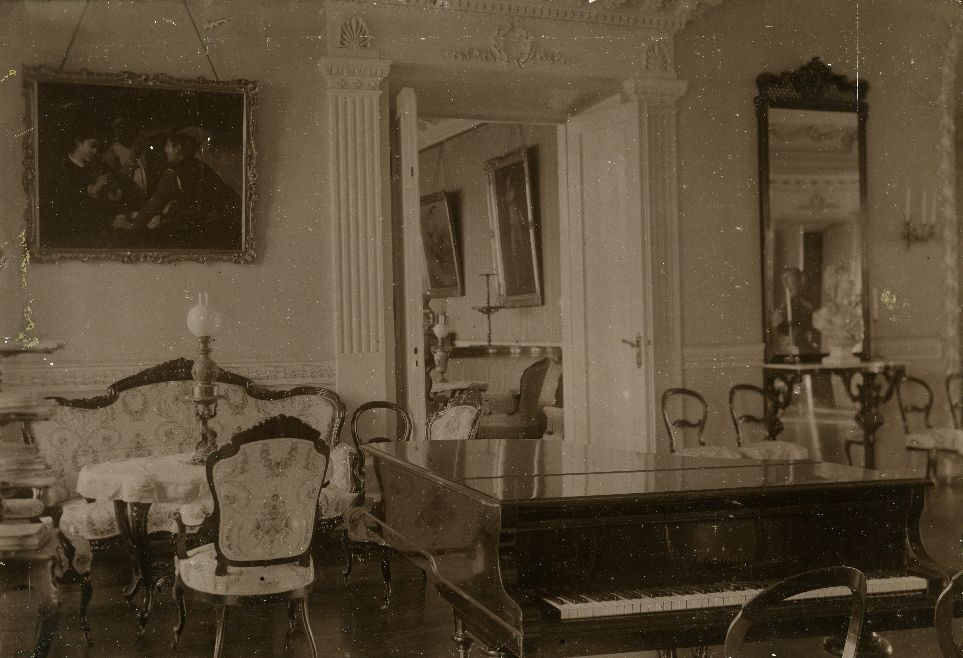
Інтер'єр палацу на початку XX ст.

Палац являє собою двоповерхову будівлю з укріпленими стінами товщиною до 1 метра. По центру Головного і бічних фасадів плоскі ризаліт з вхідними портал і тераса. Кути дворового фасаду фланковані гранованими еркерами. Розвинені сходи в минулому підводили до входів з чотирьох сторін будівлі. Площина стін другого поверху по всьому периметру прикрашена пілястрами. Головний фасад завершено прямокутним аттиком, на якому раніше був напис: "DIH 1850 г ." (позначав дату побудови і імена власників Даніеля (D) і Іфігенії (I) Горватов (H). На цоколях південного фасаду лежали бронзові леви, які були заховані під час німецької окупації в 1941 р. і до нашого часу не знайдені. На цоколях північного фасаду лежали сфінкси.
Планування коридорне з вестибюлем і квадратним залом у центрі. В оформленні інтер'єру використані арочні ніші. Тадеуш Растворовський, що мав дружні стосунки з господарями садиби, прикрасив плафон залів палацу сценами з античними міфологічними сюжетами.

## Парк

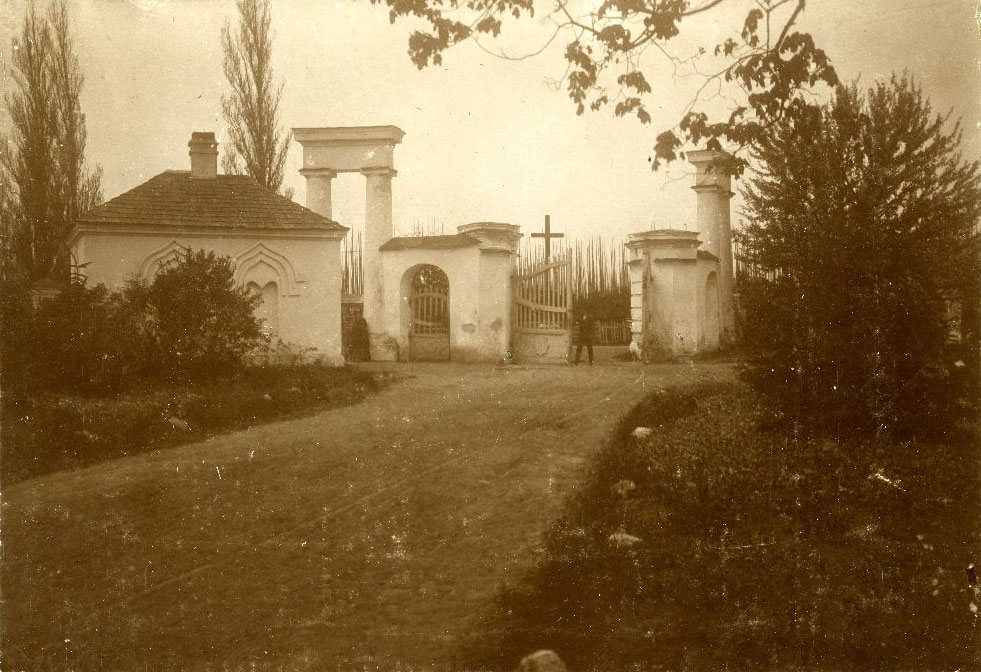
Ворота

Парк пейзажного типу площею 8,2 га був розбитий одночасно з будівництвом палацу і остаточно сформувався до 1870 р. У парку ростуть переважно місцеві породи дерев: дуб, ясен, липа, ялина, хвоя. Переважають молоді посадки. Композиційно  розділений на дві ділянки насадженнями грабу. У південній частині знаходиться палац, перед яким організований великий круглий газон. По осі палацу розташовані виїзні ворота, побудовані з цегли за проєктом Тадеуша Растворовського. Від них протягом 1,5 км в південному напрямку пролягає частково вціліла алея італійських тополь (зараз вул. Жовтнева). Не збереглося каштанової алеї, яка вела до садиби і була орієнтована на північ з вигином на схід. Посередині її була стайня, де тримали коней для виїздів.
Раніше на місці, де зараз розташовується стадіон, був ставок. Існує легенда, що в ній потонула єдина дочка Даніеля Гнатовича Горвата. Невтішний батько наказав засипати водойму і засіяти це місце травою.

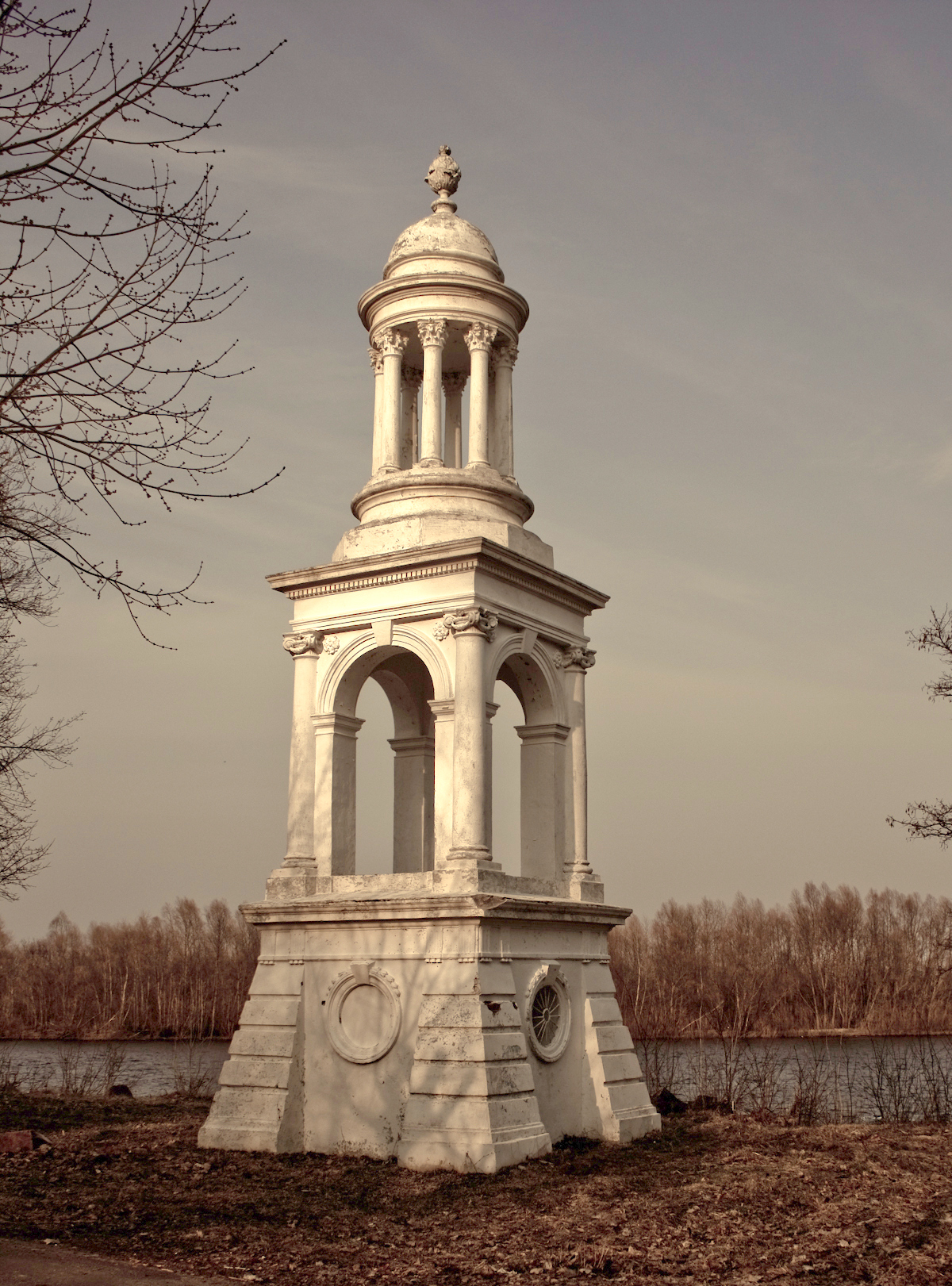
Альтанка-маяк

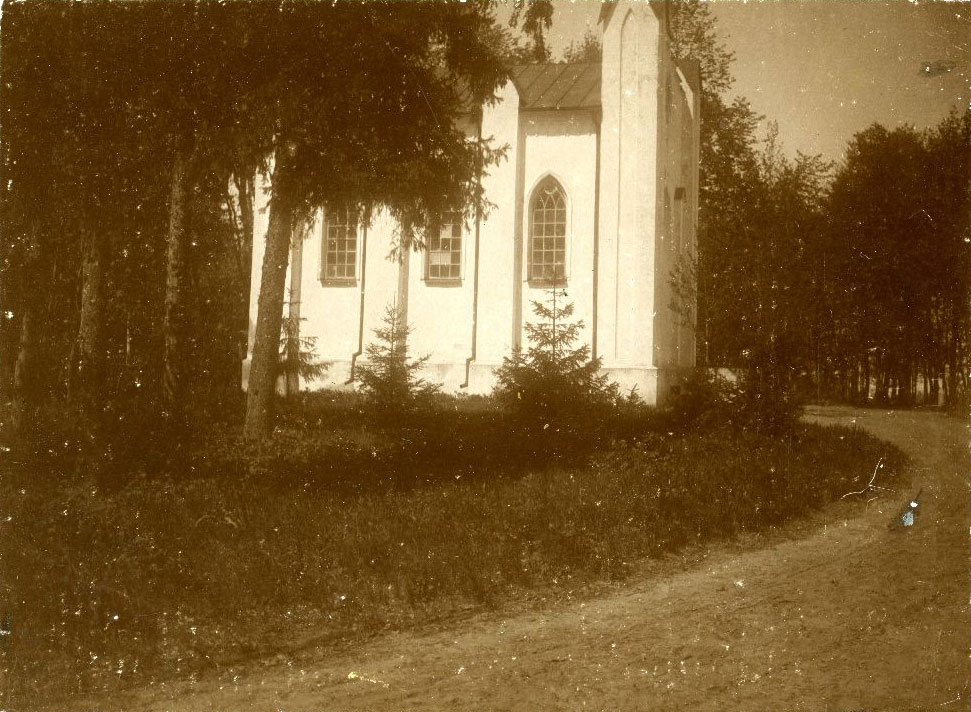
Каплиця

Свого часу парк був насичений елементами малих архітектурних форм. У північній частині парку протікає річка Наровлянка, уздовж якої прокладена доріжка до своєрідної паркової альтанки. Альтанка являє собою триярусне квадратне в плані кам'яної споруди, зробленої у вигляді маяка у стилі ампір. Нижній ярус укріплений кутовими контрфорсами і завершено доричним фризом. Другий ярус наскрізний, з великими напівциркульними арочними отворами з чотирьох сторін. Кути оброблені 3/4 колонами зі своєрідними капітелями. Верхній ярус-ротонда з шістьма колонами коринфського ордера, завершений напівсферичним куполом з вазою. У декорі — маскарони, розетки, гірлянди, окантований орнамент, валюта, іоніки та ін. З альтанки відкривався вид на місце впадіння Наровлянки в Прип'ять. У цій частині парку розташовувалася каплиця-усипальниця. До нашого часу тут зберігся кам'яний надгробок одного з членів сім'ї Горватів. У парку біля берега була католицька каплиця.

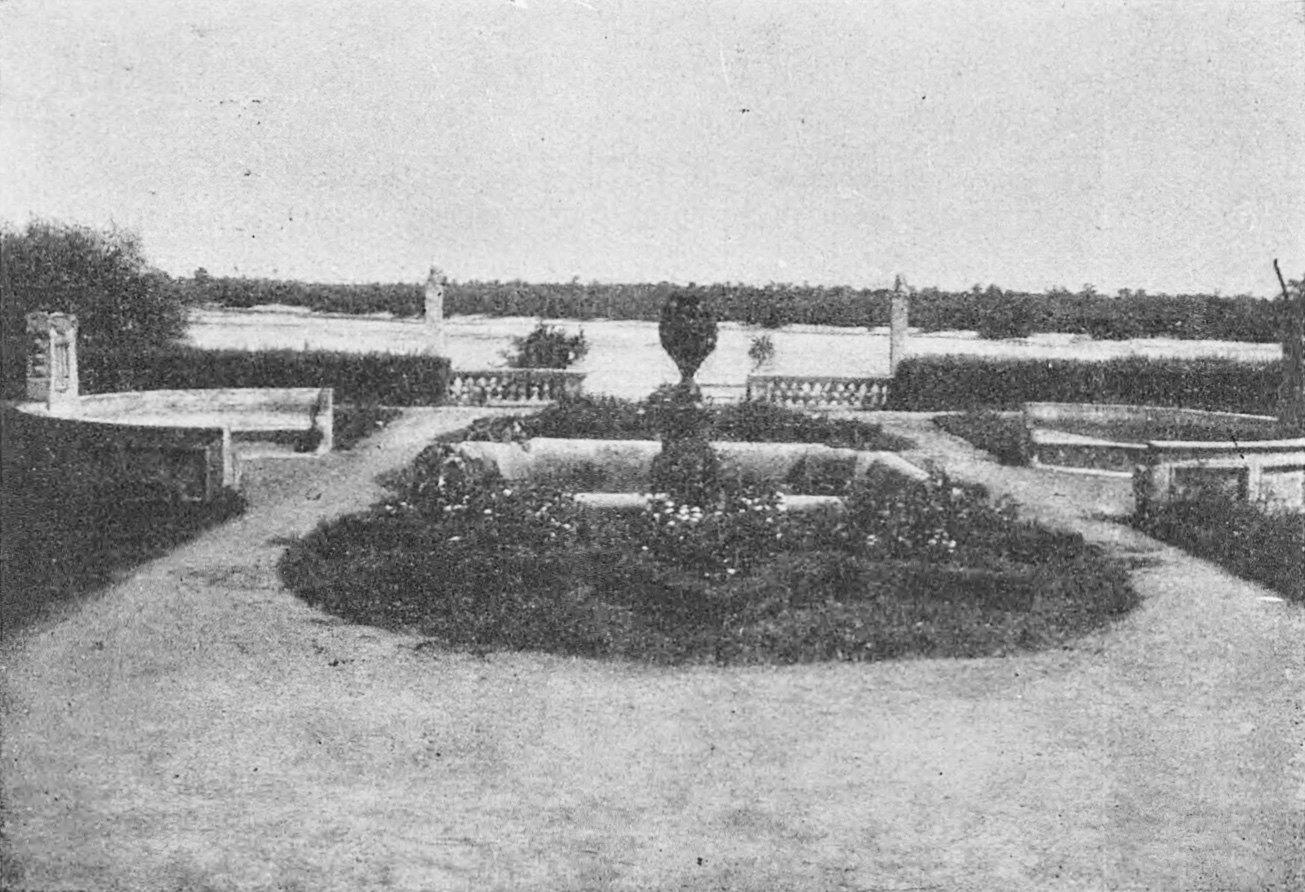
Фонтан

Широкі сходи з боку фасаду палацу, орієнтованого на р. Прип'ять, ведуть до тераси, на якій розташовувався фонтан, побудований у стилі ампір. Фонтан являє собою басейн з округленими кутами, з двох сторін облямований напівкруглими лавками з встановленими один проти одного монументальними престолами на ліпних левових лапах. По центру басейну на низькому циліндричному цоколі була ваза, яку тримали сирени.
На північному сході від садиби розташовувався розарій, на Заході – льодовня і оранжерея. У палацово-парковий ансамбль входять також деякі колишні господарські будівлі.

## Історія
У 1876 р. на території парку Наровлянського палацу Горватами був похований дворянин-католик Андрій Ліневич (1814-1876), адміністратор наровлянського маєтку Артура Даніелевича Горвата (1831—1903).
На початку XX століття. у наровлянському палаці проживав видавець білоруськомовного букваря-катехізису "Элементаж для добрых дзетак-каталікоў" (1862), один з лідерів Січневого повстання (1863-1864), повстанський начальник Вільні (1863), Сибірський каторжанин, а тому вельми авторитетна серед католицького маянткового дворянства білорусько-литовських губерній особистість — Олександр Владиславович Аскерко (1830-1911), дочка якого Ядвіга була дружиною Едварда Артуровича Горвата (1866-1935), власника Наровлі. Хоча Олександр Оскерко був похований у Вільнюсі на кладовище Расу, Едвардом Горватом в горватовській фамільній католицькій каплиці, що знаходилася в Садибному парку навколо наровлянського палацу Горватів, був створений кенотаф з написом "Grobowiec Aleksandra Oskierki" як нагадування про особу.
Палац Едварда Горвата в Наровлі, згідно з припущенням мемуариста Андрія Растворовського (1899-1980), був місцем, де незабаром після російської революції (1905) відбувся передвиборчий з'їзд близько 60 землевласників Речицького повіту для обрання уповноважених для виборів до парламенту Російської імперії, тож жінки з палацу виїхали на той час до маєтку Водовичі, а діти - в маєток Рудаков.

## Кондитерська фабрика
У 1913 році на території садиби Едвард Артурович Горват (1866-1935) побудував кондитерську фабрику. У радянські часи фабрика була націоналізована владою без компенсації Горватам і отримала назву «Червоний Мозирянин». До теперішнього часу на території фабрики «Червоний Мозирянин» збереглися виробничі будівлі фабрики Едварда Горвата, зроблені з червоної цегли в еклектичному стилі, в якому поєднуються риси романського (аркатура, бійниці) і готичного стилів (стрілчасті арки і отвори).

## Продаж руїн будівлі колишнього палацу та реставрація
Звертаючи увагу на співзвучність прізвищ, білоруський письменник і журналіст Андрій Іванович Горват (нар. у 1983 році.) з юнацьких років почав вивчати історію шляхетського роду Горватів і історію родових садиб, щоб дізнатися про потенційні родинні стосунки. Сам Андрій Горват походить з кріпаків села Прудок (Калинковицький район Гомельської області) і вважає, що його предки, згідно з власними генеалогічними дослідженнями, можуть виходити від шляхтича Кіндрата Горвата (сина Гілярія-Вавринця Нікшича-Горвата), нащадки якого збідніли і перейшли в стан селян.
Андрій Горват також з 2006 р. ходив з думкою, щоб придбати занедбану і застарілу будівлю колишнього палацу Горватів у Наровлі, щоб попередити його повний занепад і знищення і зберегти нагадування про славний рід Горватів. У покинутій будівлі обвалився дах, багато де була відсутня підлога і вікна.
12 листопада 2020 р. Андрій Горват, бізнесмени Петро Кузнєцов (Гомель) і Олександр Баранов (Мозир) разом придбали за 53 357 білоруських рублів 63 копійки (приблизно 21 тисяча доларів США) у власність на аукціоні руїни колишнього палацу Горватів у Наровлі, під вельми обмежувальні умови на 5 років консервації, реставрації та переведення в комерційне використання. Якщо умови не будуть виконані за 5 років, то руїни будівлі колишнього палацу повинні бути повернуті у власність білоруської держави. Андрій Горват взяв управління з часткової консервації та антиаварійних робіт за допомогою волонтерів та краудфандингу. Сам Горват висловлювався, що хотів би зробити з палацу Горватів у Наровлі музейний комплекс з функціями готелю і ресторану.

## У мистецтві
Десь після 1949 року Мечислав Яловецький (1876-1963) малює акварель «Наровля. Палац над Прип'яттю. Мозирська земля, Полісся».
Влітку 1982 року у Наровлі кіностудія «Білорусьфільм» знімала більшість сцен кінострічки «Культпохід в театр» (режисер Валерій Давидович Рубінчик), у тому числі біля наровлянської альтанки, в клубі фабрики «Червоний Мозирянин» і будівлі колишнього палацу Горватів.
У 2009 році Адам Гльобус (нар. 1958) малює картину «Золотий пил. Наровля, шоколадна фабрика Червоний Мозирянин».